# Окпиш Всеволод Богданович
Всеволод Богданович Окпиш (27 січня 1942 — ?) — радянський і російський дипломат, комсомольський діяч, 1-й секретар Львівського обласного комітету ЛКСМУ, генеральний консул генерального консульства Російської Федерації у В'єтнамі.

## Життєпис
Народився в родині головного архітектора міста Львова.
Закінчив факультет електрофізики Львівського державного політехнічного інституту по кафедрі радіоелектронних пристроїв та систем.
Член КПРС.
До 1971 року — 2-й секретар Львівського обласного комітету ЛКСМУ.
У 1971—1974 роках — 1-й секретар Львівського обласного комітету ЛКСМУ.
Потім працював в апараті ЦК ВЛКСМ у Москві.
На 1978—1984 роки — завідувач загального відділу ЦК ВЛКСМ.
З 1990-х років перебував на дипломатичній роботі.
На 1995 рік — заступник керуючого справами Міністерства закордонних справ Російської Федерації.
На 1998 рік — генеральний консул генерального консульства Російської Федерації в місті Хошимін (Соціалістична Республіка В'єтнам).
На 2006 рік — генеральний консул генерального консульства Російської Федерації в місті Дананг (Соціалістична Республіка В'єтнам).
На 2022 рік — персональний пенсіонер у Москві.

## Нагороди
- орден «Знак Пошани»
- ордени
- медалі
- Надзвичайний і повноважний посланець 1-го класу Російської Федерації (2.06.1998)
- Надзвичайний і повноважний посланець 2-го класу Російської Федерації (10.12.1995)